# Poecilippe
Poecilippe is een kevergeslacht uit de familie van de boktorren (Cerambycidae). De wetenschappelijke naam van het geslacht werd voor het eerst geldig gepubliceerd in 1874 door Bates.

## Soorten
Poecilippe omvat de volgende soorten:
- Poecilippe femoralis Sharp, 1886
- Poecilippe medialis Sharp, 1886
- Poecilippe simplex (Bates, 1874)
- Poecilippe stictica Bates, 1874